# أدب
الأدب هو أحد أشكال التعبير الإنساني عن مجمل عواطف الإنسان وأفكاره وخواطره وهواجسه بأرقى الأساليب الكتابية التي تتنوع من النثر إلى النثر المنظوم إلى الشعر الموزون لتفتح للإنسان أبواب القدرة للتعبير عما لا يمكن أن يعبر عنه بأسلوب آخر. يرتبط الأدب ارتباطاً وثيقاً باللغة ، فالنتاج الحقيقي للغة المدونة والثقافة المدونة بهذه اللغة يكون محفوظاً ضمن أشكال الأدب وتجلياته والتي تتنوع باختلاف المناطق والعصور وتشهد دومًا تنوعات وتطورات مع مر العصور والأزمنة، وثمة العديد من الأقوال التي تناولت الأدب ومنها ما قاله وليم هازلت (إن أدب أي أمة هو الصورة الصادقة التي تنعكس عليها أفكارها).

## تعريف الأدب
الكلمة مختلفٌة في أصولها وتطورها، قيل إنها من الأدب بمعنى الدعوة إلى الولائم، أو مفرد الآداب -جمع دأب- بعد قلبها إلى آداب، وتدل على رياضة النفس على ما يستحسن من سيرة وخلق، وعلى التعليم برواية الشعر والقصص والأخبار والأنساب، وعلى الكلام الجيد من النظم والنثر وما اتصل بهما ليفسرهما وينقدهما. فكانت العلوم اللغوية تندرج تحت الاسم، ثم أخذت تستقل بنضج كل منها. فابن الأنباري في نزهة الألباء في طبقات الأدباء يترجم للنحاة وللغويين والشعراء والكتاب. وأطلق بعضهم الأدب على التأليف عامة، فترجم ياقوت الحموي في معجم الأدباء للمؤلفين في جميع أنواع المعرفة. وأطلقه بعضهم على النظم والثقافات الضرورية لفئة من المجتمع، كما في كتب أدب الكتاب والوزراء والقضاة وغيرها، وأدخل بعضهم فيه المهارات الخاصة، كالبراعة في اللعب بالشطرنج والعزف على العود. وللأدب الآن معنيان: عام يدل على الإنتاج العقلي عامة مدونًا في كتب، وخاص يدل على الكلام الجيد الذي يحدث لمتلقيه لذة فنية، إلى جانب المعنى الخلقي. وكان الأدب شفويًا في الجاهلية شعرًا، وخطبًا، وانضم إليهما في أواخر العصر الأموي الكتابة الفنية. وكان القدماء يصنفون الشعر، تبعًا لموضوعاته، إلى فخر، وغزل، ومدح، وهجاء، وغيرها. والكتابة إلى رسائل ديوانية، وإخوانية، ومقامات. واختلفوا في القصص. وخضعت هذه التقسيمات كلها لتغيرات كبيرة، تبعًا للاتصال العربي بالأدب الغربي، واتخاذ المفاهيم الغربية أساسًا للتصنيف.

### فن القول
فن القول أو فنُّ التعبير بالكلمة الساحرة. وثمرتُهُ آثارٌ نثرية أو شعرية تتميز بجمال الشكل وتنطوي، غالبًا، على مضمون ذي بُعْد إنساني يُضفي عليها قيمةً باقية. ويُطلق لفظ الأدب أيضًا على مجموع هذه الآثار المُنْتَجة في بلد ما، أو لغة ما، كالأدب العربي، والأدب الإنكليزي، والأدب الفرنسي، أو على مجموع الآثار المنتجة في عهد معيّن كالأدب الأموي، والأدب العباسي، والأدب الأليصاباتي (نسبةً إلى الملكة أليصابات أو أليزابيث الأولى). وعُدَّة الأديب: موهبةٌ أصيلة، وثقافة رفيعة، وتفكير حصيف، وحسّ مرهف، وخيال مبدع، ولغة سليمة، وعبارة رشيقة، وأسلوب طليّ. وهنا ينشأ السؤال: لماذا نقرأ الأدب؟ إننا نقرأ الأدب للمتعة في المقام الأول. والمتعة قد تتخذ أشكالًا مختلفة. فمن الناس من يقرأ الأدب لتزجية أوقات الفراغ، ومنهم من يُقبل عليه ابتغاءَ الفرار من عالمه الذاتي وولوج عوالم الآخرين. ثم إننا كثيرًا ما نقرأ الأدب طلبًا للمعرفة والاطِّلاع؛ فنحن نجد متعة في التعرف إلى حياة الناس في بلد معيّن أو منطقة معينة؛ وما أكثرَ ما نجد الحلول لمشاكلنا الشخصية حين نلتقي على صفحات الكتب أناسًا تشبه مشاكلهم مشاكلنا إلى حد قريب أو بعيد، وما أكثرَ ما يساعدنا الأدب على فهم مواقفَ عَجزْنا عن فهمها في الحياة الواقعية. ولكن لماذا ينشئ الأديب أدبه؟ إن من الأدباء من يفعل ذلك لمجرد التعبير عن عواطفه وأفكاره أو لمجرد الرغبة في إنتاج أثر فني، ولكن كثرة الأدباء اليوم تتخذ من الأدب وسيلةً لتحليل النفس البشرية أو منبرًا للنقد الاجتماعي والدعوة إلى الإصلاح أو الثورة.
يُقسم الأدب، تقليديًا، إلى «نثر» و«شعر» والنقاد الغربيون يقسمونه إلى تخييل أو أدب تخييليّ fiction، و لاتخييل أو أدب لا تخييليّ nonfiction. ويشمل الأدبُ التخييليّ الروايةَ novel، والأقصوصة أو القصة القصيرة short story، والأدب المسرحي/ دراما drama، والشعر poetry. ويشمل الأدب اللاتخييليّ المقالةَ essay، والسِّيرة biography، والسِّيرة الذاتية autobiography، والنقد الأدبي literary criticism، وغيرها.

### التعريف العربي
في العصر الجاهلي: لا يكاد الباحث يجد أي نص في العصر الجاهلي يستخدم كلمة «أدب»، وكل ما يجده هو لفظة «آدِِب» بمعنى الداعي إلى الطعام، قال طرفة:
بعد الإسلام: يرد فعل «أدّب» بمعنى «هذَّب»، في حديث النبي محمد «أَدّبني ربي فأحسن تأديبي»، ويرى بعضهم أن معنىً تهذيبيًا خلقيًا كهذا ربما كان شائعًا في العصر الجاهلي، ولكن ليس ثمة نصوص تؤيد هذا الرأي. ويبدو أن المجاز قد ساعد في انتقال دلالة الكلمة من المعنى الحسي وهو الدعوة إلى الطعام إلى المعنى الذهني وهو الدعوة إلى المكارم. ويُداخل الكلمة في العصر الأموي، معنى جديد، إلى جانب معناها التهذيبي الخلقي هو المعنى التعليمي، فتستخدم في الإشارة إلى «المؤدِّبين» وهم نفر من المعلمين كانوا يلقنون أولاد الخلفاء الشعر والخُطب واللغة وأخبار العرب وأنسابهم وأيامهم في الجاهلية والإسلام. وقد استمر الجمع بين معنيي التهذيب والتعليم في العصر العباسي كما يلاحظ في كتاب الأدب الصغير والأدب الكبير لابن المقفع. و«باب الأدب» من «ديوان الحماسة» لأبي تمام، و«كتاب الأدب» لابن المعتز.
بوجه عام يمكن القول إن الكلمة كانت تطلق في القرنين الثاني والثالث الهجريين وما تلاهما من قرون على معرفة أشعار العرب وأخبارهم، وكان المؤلفون العرب يصنفون كتبًا ينعتونها بأنها كتب أدب مثل «البيان والتبيين» للجاحظ (ت255هـ)، و«عيون الأخبار» لابن قتيبة (ت276هـ)، و«الكامل في اللغة والأدب» للمبرِّد (ت285هـ)، و«العقد الفريد» لابن عبد ربه (ت328هـ)، و«زهر الآداب» للحصري (ت453هـ). الواقع أنه «لم تقف الكلمة عند هذا المعنى التعليمي الخاص بصناعتي النظم والنثر وما يتصل بهما من الملح والنوادر، فقد اتسعت أحيانًا لتشمل كل المعارف غير الدينية التي ترقى بالإنسان من جانبيه الاجتماعي والثقافي».
بهذا المعنى الواسع يجدها الباحث لدى إخوان الصفا في القرن الرابع الهجري عندما استخدموها في رسائلهم للدلالة على علوم السحر والكيمياء والحساب والمعاملات والتجارة فضلًا عن علوم القرآن والبيان والتاريخ والأخبار.
ويبدو أن هذا المعنى الواسع كان الأساس الذي استند إليه ابن خلدون (ت808هـ) في إطلاق لفظة الأدب على جميع المعارف سواء أكانت دينية أم دنيوية، فالأدب فيما يراه «لا موضوع له ينظر في إثبات عوارضه أو نفيها، وإنما المقصود به عند أهل اللسان ثمرته، وهي الإجادة في فني المنظوم والمنثور على أساليب العرب ومناحيهم. ثم إنهم إذا أراد أحد هذا الفن قالوا الأدب هو حفظ أشعار العرب وأخبارها، والأخذ من كل علم بطرف».
مما يجدر ذكره أن الكلمة استخدمت منذ القرن الثالث الهجري، إلى جانب دلالتها على المعاني التي تقدمت الإشارة إليها، للدلالة على السنن التي يجب أن تراعى عند فئة اجتماعية معينة كالكتّاب أو الندماء أو الوزراء أو القضاة وغير ذلك، ويمكن للمرء أن يشير في هذا الموضع إلى كتاب «أدب الكاتب» لابن قتيبة و«أدب النديم» لكشاجم (نحو عام 350هـ)، وسواهما من الكتب التي تناولت أدب القاضي وأدب الوزير وأدب الحديث وأدب الطعام وآداب السفر وغيرها.
منذ بداية التلاقي بين العرب والأوربيين بُعيد الحملة الفرنسية على مصر، أصبحت الكلمة تُستخدم في العربية الحديثة للدلالة على ما يقابل كلمة «literature « الإنكليزية، و«Littérature» وهي تشير اليوم إلى «الأدب» بوصفه واحدًا من الفنون الجميلة الستة أو السبعة، على اختلاف التعريفات ووجهات النظر والتوكيدات التي يلاحظها المرء لدى النقاد العرب ومؤرخي الأدب ودارسيه من العرب المحدثين.

### التعريف الغربي
استخدمت كلمة «Litteratura» «ليتراتورا» اللاتينية المشتقة من كلمة «Littera» «الحرف» أول ما استخدمت ترجمة لكلمة «grammatiké» «غرامّتيكي» اليونانية، وهي معرفة القراءة والكتابة. وما لبثت أن استخدمت بعدها للدلالة على التبحر والثقافة الأدبية. فشيشرون ينعت قيصر بهما عندما يذكر أن لديه أدبًا وحسًا جيدًا وذاكرة وتأملًا ودأبًا. وفي القرن الثاني للميلاد استخدمت الكلمة للدلالة على «مجموع من الكتابة»، إذ يجد المرء كلًا من تيرتوليان وكاسيان Cassian يقابل بين الكتابة الزمنية الوثنية litteratura والكتاب المقدس Scriptura. ويبدو أن الكلمة في العصور القديمة كانت تستخدم عامة للدلالة على مجموع الأدب اليوناني وتاريخ الأدب ودراسته وما يتصل بذلك من معارف.
تختفي الكلمة بهذا المعنى في العصور الوسطى ليقتصر استخدام كلمة «ليتراتوس» «litteratus» على من يعرف القراءة والكتابة.
يلحق الشعر بالنحو والبلاغة بوصفهما يؤلفان - مع المنطق - ما يعرف بالفنون الحرة الثلاثة. ولكن الكلمة لا تلبث أن تعود مع عصر النهضة إلى الظهور. يلاحظ استخدام كلمة «لتراي - litterae» «آداب» مقترنة غالبًا بالصفة انساني«humanae» تمييزًا لها من الكتابات المقدسة، أو بالصفة «bonac» نعت مديح لها. وترد بهذا المعنى في جميع كتابات إراسموس Erasmus، ورابليه Rabelais، ودي بيليه Du Bellay، ومونتيني Montaigne، وآخرين في حين يستخدم درايدن Dryden الكلمة للحديث عن «الآداب الجيدة» good letters.
وفي القرن السابع عشر ينبثق مصطلح «Belles Lettres» «الأدب بوصفه فنًا جميلًا»، فيقترح شارل بيرو Charles Perrault على كولبير Colbert إنشاء أكاديمية تضم قسمًا خاصًا لـ «Belles Lettres» يشمل النحو والفصاحة والشعر. ويبدو أن هذا المصطلح كان مطابقًا في دلالته لمصطلح «الآداب الإنسانية» letters humanies كما يرد في معجم تريفو Dictionnaire de Trevoux الذي يعود إلى عام 1704م، ولا ينطوي على أي من الدلالات غير المستحبة التي تتضمنها صفة «belletistic» التي تستخدم اليوم للدلالة على المغالاة في تذوق الأدب لذاته استنادًا إلى ذاتية المتلقي من دون أخذ المعايير النقدية أو الأغراض الأخلاقية أو القيم الجمالية والفنية بالحسبان. وسرعان ما انتشر المصطلح الفرنسي خارج فرنسة، إذ استخدمه توماس رايمر Thomas Rymer في إنكلترة عام 1692، ويغدو هيو بلير Hugh Blair عام 1762 أول أستاذ للبلاغة والأدب بوصفه فنًا جميلًا Belles Lettres في جامعة أدنبره.
ويطالع المرء في الحقيقة مصطلح «الأدب» بمعنى الثقافة الأدبية أو التبحر أو ببساطة معرفة اللغات الكلاسيكية منذ العقود الأولى للقرن الثامن عشر. فعلى سبيل المثال يعرف الأدب في طبعة عام 1721 لمعجم تريفو بأنه «مذهب، معرفة معمقة للآداب»، وثمة في «الموسوعة العظيمة» مقالة بتوقيع J.D أي Jaucourt Le chevalier تعرف الأدب بأنه مصطلح «يعني التبحر ومعرفة الأدب بوصفه فنًا جميلًا.
وقد استخدمت الإنكليزية المصطلح بالطريقة نفسها فجون سيلدن John Selden عالم الآثار يوصف بأنه «شخص ذو أدب لا حدود له»، وبوزويل Boswell يصف الإيطالي جوسيبي باريتي Giuseppe Baretti بأنه «إيطالي ذو أدب مرموق». وظل هذا الاستعمال سائدًا حتى القرن التاسع عشر. فجون بثرام John Pethram يؤلف عام1840م كتابًا بعنوان «تخطيط لتقدم الأدب الأنكلوـ سكسوني في وضعه الحاضر في إنكلترة» يستخدم فيه كلمة الأدب بمعنى دراسة الأدب أو معرفته.
وهكذا يتبين للمرء أن مصطلح «الأدب» قد استخدم منذ مطلع القرن الثامن عشر في أوربة للدلالة على «مجموع من الكتابة» body of writing على الرغم من أنه يصعب أحيانًا إيجاد تفريق واضح في الاستخدام المتزامن بين كل من «الثقافة الأدبية» و«التبحر». وقد شاع هذا الاستخدام في كل من اللغات الفرنسية والإيطالية والألمانية والإنكليزية، وثمة أمثلة عديدة في كل منها لمؤلفات تستخدم المصطلح بهذا المعنى، وجميعها يشير إلى «أنواع الكتابة كلها بما فيها تلك الأنواع المتسمة بطبيعة التبحر كالتاريخ، واللاهوت، والفلسفة، وحتى العلوم الطبيعية». ولم تُضَيّقْ دلالة المصطلح لتشير إلى ما ندعوه اليوم بالأدب الخيالي imaginative literature (القصيدة، الحكاية، المسرحية) بوجه خاص، إلا ببطء شديد.
وباختصار يمكن القول إن مصطلح «الأدب» «literature» أو «الآداب» « letters» قد فهم في العصور القديمة وفي عصر النهضة على أنه يشمل جميع الكتابات النوعية التي يمكن أن تدعي الخلود. ولم ينبثق، إلا ببطء شديد المفكحة أيضًا في القرن الثامن عشر، الرأي القائل بأن هناك فنًا للأدب يضم الشعر والنثر بمقدار كونه «تلفيقًا خياليًا» imaginative fiction، ويستبعد المعلومات أو حتى الإقناع البلاغي، والمحاجة التعليمية، أو السرد التاريخي.
وقد عززت هذا المفهوم المناقشات المتصلة بفكرة الذوق ودور المتذوق، واختراع بومغارتن Baumgarten لمصطلح علم الجمال aesthetics وجهوده مع «كنت» ولا سيما في كتابه الأخير «نقد الحكم»، في التمييز ما بين الجميل، والجيد، والحقيقي، والمفيد فضلًا عن النهوض البطيء لمكانة الرواية في المجتمع الأوربي، وقاد كل ذلك في نهاية المطاف إلى ظهور مفهوم للأدب مواز لمفهومي الفنون التشكيلية والموسيقى وغيرهما من الفنون الجميلة المعروفة، وغدا الأدب واحدًا منها يتبوأ بين أقرانه الستة مكانة بارزة.

## النثر
يتكون النثر من الكتابة التي لا تلتزم بأية هياكل رسمية خاصة (غير القواعد النحوية) أو هو كتابة غير شعرية.النثر هو الكتابة ببساطة عن شيء دون المحاولة بالضرورة أن يكون ذلك بطريقة جميلة، أو باستخدام الكلمات الجميلة. كتابة النثر يمكن بالطبع أن تتخذ شكلًا جميلًا ليس بفضل الميزات البلاغية التجميلية للكلمات (القوافي، الجناس) ولكن بدلا من ذلك استخدام النمط، والتنسيب، أو إدراج الرسومات.
هناك منطقة واحدة من التداخل هي «شعر النثر» والذي يحاول أن ينقل المعلومة والفكرة باستخدام النثر فقط مع إثراء الجمالية النموذجية للشعر.

## الآداب العربية
| - النثر - الخطب - المقامات - قصة - قصة قصيرة - رواية - الرواية العربية - أدب رعب - أدب خيالي - أدب طبي - رواية قوطية - المقالة | - الشعر[ ؟ ] - الشعر الموزون - الشعر العمودي - قصيدة النثر - القصيدة العامية | - مدارس الشعر: - شعر جاهلي - شعر العصر الإسلامي - شعر أموي - شعر عباسي - شعر أندلسي - قائمة الشعراء العرب |

- آداب اللغة العربية حسب العصور:
  - آداب اللغة العربية قبل الإسلام
  - آداب اللغة العربية بعد الإسلام
  - آداب اللغة العربية في العصرالأموي
  - آداب اللغة العربية في العصرالعباسي
  - آداب اللغة العربية في عصر المماليك
  - آداب اللغة العربية في العصر العثماني
  - آداب اللغة العربية في العصر الحديث
  - آداب اللغة العربية في العصر المعاصر

مواقع للاطلاع على المزيد:
- الأدب

## الآداب الغربية
- أدب ألماني
- أدب أوكراني
- أدب فرنسي
- أدب إنجليزي
- أدب أمريكي
- أدب روسي
- أدب إسباني
  - شعراء من إسبانيا
    - ليوبولدو ماريا بانيرو
- أدب ياباني
- أدب أمريكا اللاتينية
  - أدباء من أمريكا اللاتينية

## أدب البلدان
| - أدب عربي - أدب أفريقي - أدب أمريكي - أدب نورمان إنجليزي - أدب أنجلوسكسوني - أدب ويلزي - أدب بريطاني - أدب صيني - أدب تاميلي - أدب فرنسي | - أدب دانماركي - أدب هولندي - أدب كرواتي - أدب تشيكي (بوهيمي) - أدب إنجليزي - أدب إسبيرانتو - أدب فلندي - أدب فرانكوفوني - أدب فريسي - أدب ياباني | - أدب ألماني - أدب يوناني - أدب تركي - أدب هندي - أدب فارسي - أدب روسي - أدب سنسكريتي - أدب إسكتلندي - أدب برازيلي - أدب كولومبي |

## وصلات خارجية
مواقع للاطلاع على المزيد:
- موقع ادب - الموسوعة العالمية للشعر العربي
- موسوعة الأدب العربي
- جوال أدب
- مشروع فهرس الإنترنت المفتوح Open Directory Project :
  - الأدب
  - الأدب العالمي
  - أرشيف النصوص الإلكترونية
  - مجلات الكترونية
  - الكتابة على النت
  - مصادر الكتاب
  - المكتبات الرقمية
  - التصنيف والأرشفة
  - التعلم عن بعد
- قاموس تاريخ الأفكار: الكلاسيكية في الأدب
- المكتبة العالمية,لكارنيجي ميلون
- مكتبة مشروع غوتنبرغ على الإنترنت - مشروع غوتنبرغ
  - Abacci - مشروع نصوص غوتينرغ مع مراجعات امازون
  - صفحة كتب الإنترنت محرك بحث خاص للكتب على الإنترنت.
- قائمة الكتب الإنترنتية - مشابهة قاعدة بيانات الأفلام.
- فن الأدب: مقالة من موسوعة ريتانيكا لكينيث ريكسروث.
- الأدب الأكثر مجدا, الكتب مصنفة حسب الجوائز.
- ببليوغرافيا حول النظرية الأدبية والنقد والفيلولوجيا
  - Univers Litteraire
- دليل جون هوبكنز إلى النظرية الأدبية والنقد